# Ouled Dahmane
Ouled Dahmane est une commune de la wilaya de Bordj-Bou-Arreridj en Algérie. 

## Géographie
Ouled Dahmane est situé dans une région montagneuse, avec un point culminant communal à 1 001 m.

## Administration
| Période                                  | Période | Identité      | Étiquette | Qualité |
| ---------------------------------------- | ------- | ------------- | --------- | ------- |
| 2007                                     | 2014    | Belfar Zine   |           |         |
| 2014                                     | 2017    | drikech farid |           |         |
| Les données manquantes sont à compléter. |         |               |           |         |